# Museo de instrumentos musicales Emilio Azzarini
El Museo de instrumentos musicales Emilio Azzarini es un museo especializado en instrumentos musicales perteneciente a la Universidad Nacional de La Plata (UNLP), localizado en la calle 45 entre 6 y 7 de la ciudad del mismo nombre.

## Historia y colección
El Museo Azzarini inició su actividad el 9 de diciembre de 1985 a partir de la donación de la colección privada del Dr. Emilio Azzarini. Desde 1963 hasta su inauguración como museo, la colección fue exhibida en la UNLP con el título "Colección de Instrumentos Musicales Dr. Emilio Azzarini". Durante dicho período la colección fue sumando donaciones de particulares y embajadas, hasta que se decidió convertirlo un museo temático. En la actualidad, la colección se compone de unos 800 instrumentos musicales de todos los continentes además de partituras, grabaciones sonoras, libros y manuscritos de diversas épocas.

Foto donde se encuentra Emilio Azzarini, coleccionista y promotor del Museo de Instrumentos Musicales que hace honor a su nombre, junto a sus compañeros veterinarios en un viaje de estudio en Argentina. Este documento forma parte del fondo personal Emilio Azzarini.